# Valmigère
Valmigère  est une commune française située dans le sud du département de l'Aude, en région Occitanie.
Sur le plan historique et culturel, la commune fait partie du massif des Corbières, un chaos calcaire formant la transition entre le Massif central et les Pyrénées. Exposée à un climat méditerranéen, elle est drainée par le ruisseau de Guinet et par deux autres cours d'eau. La commune possède un patrimoine naturel remarquable : un site Natura 2000 (les « hautes Corbières ») et deux zones naturelles d'intérêt écologique, faunistique et floristique.
Valmigère est une commune rurale qui compte 27 habitants en 2022, après avoir connu un pic de population de 131 habitants en 1846. Ses habitants sont appelés les Valmigerois ou  Valmigeroises.

## Géographie

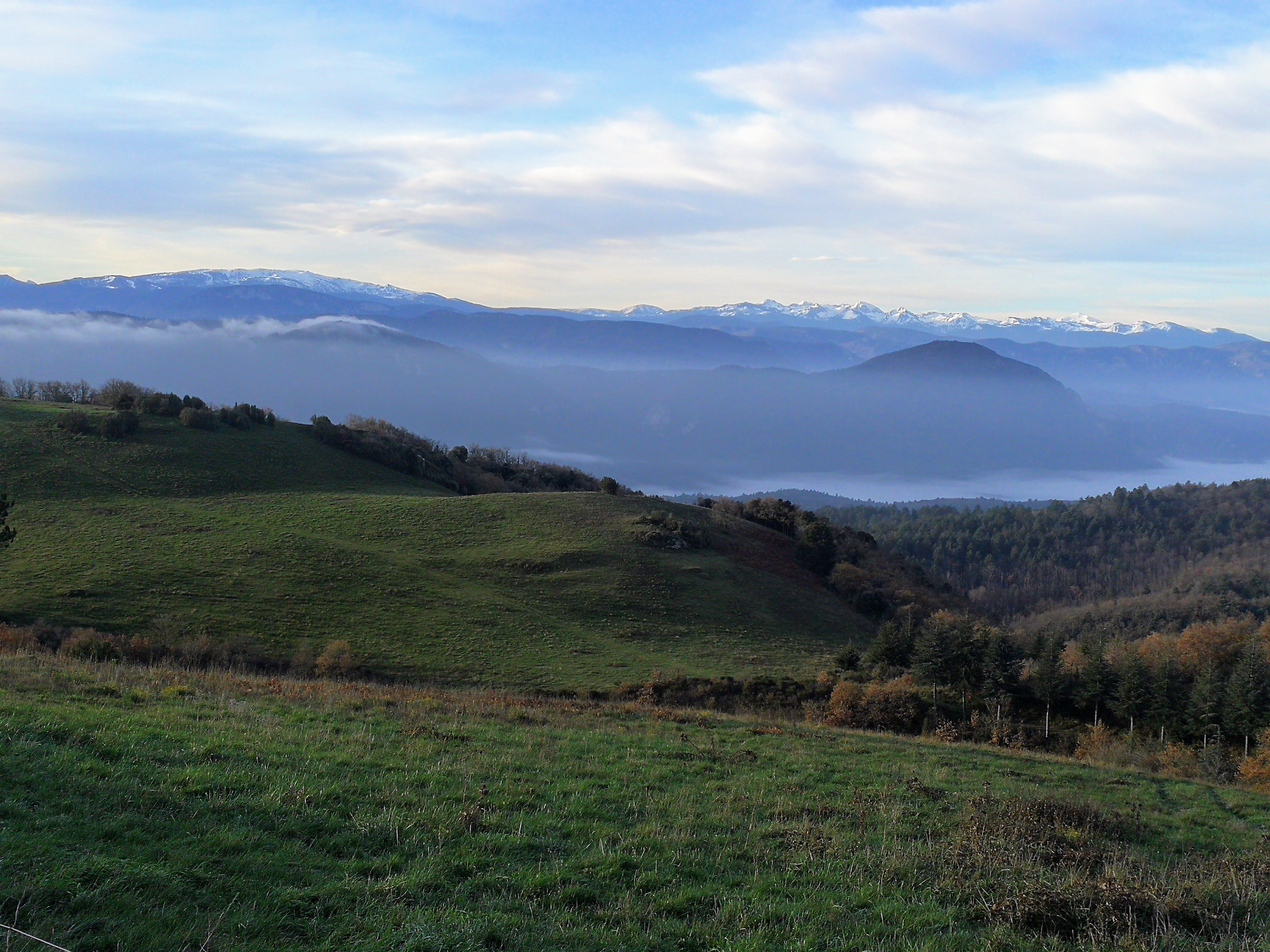
Paysage au col de Valmigère, en hiver

Commune  située dans la partie occidentale du massif des Corbières, au centre du département de l'Aude.

### Communes limitrophes
Les communes limitrophes sont  Arques, Bouisse, Missègre, Peyrolles, Terroles et Villardebelle.
|           | Missègre  | Villardebelle |
| Terroles  | Valmigère | Bouisse       |
| Peyrolles | Arques    |               |

### Hydrographie
La commune est dans la région hydrographique « Côtiers méditerranéens », au sein du bassin hydrographique Rhône-Méditerranée-Corse. Elle est drainée par le ruisseau de Guinet, le ruisseau de Bourrel et le ruisseau des Eychartous, qui constituent un réseau hydrographique de 1 km de longueur totale,.
Le ruisseau de Guinet, d'une longueur totale de 11,8 km, prend sa source dans la commune de Missègre et s'écoule vers l'ouest puis se réoriente au nord. Il traverse la commune et se jette dans le Lauquet à Clermont-sur-Lauquet, après avoir traversé 7 communes.

### Climat
Pour des articles plus généraux, voir Climat de l'Occitanie et Climat de l'Aude.
En 2010, le climat de la commune est de type climat méditerranéen altéré, selon une étude s'appuyant sur une série de données couvrant la période 1971-2000. En 2020, Météo-France publie une typologie des climats de la France métropolitaine dans laquelle la commune est exposée à un climat de montagne ou de marges de montagne et est dans la région climatique Pyrénées orientales, caractérisée par une faible pluviométrie, un très bon ensoleillement (2 600 h/an), un air sec, particulièrement en hiver et peu de brouillards.
Pour la période 1971-2000, la température annuelle moyenne est de 11,4 °C, avec une amplitude thermique annuelle de 14,8 °C. Le cumul annuel moyen de précipitations est de 846 mm, avec 9,1 jours de précipitations en janvier et 5,3 jours en juillet. Pour la période 1991-2020, la température moyenne annuelle observée sur la station météorologique la plus proche, située sur la commune de Mouthoumet à 13 km à vol d'oiseau, est de 12,5 °C et le cumul annuel moyen de précipitations est de 837,6 mm,. Pour l'avenir, les paramètres climatiques de la commune estimés pour 2050 selon différents scénarios d’émission de gaz à effet de serre sont consultables sur un site dédié publié par Météo-France en novembre 2022.

### Milieux naturels et biodiversité

#### Réseau Natura 2000

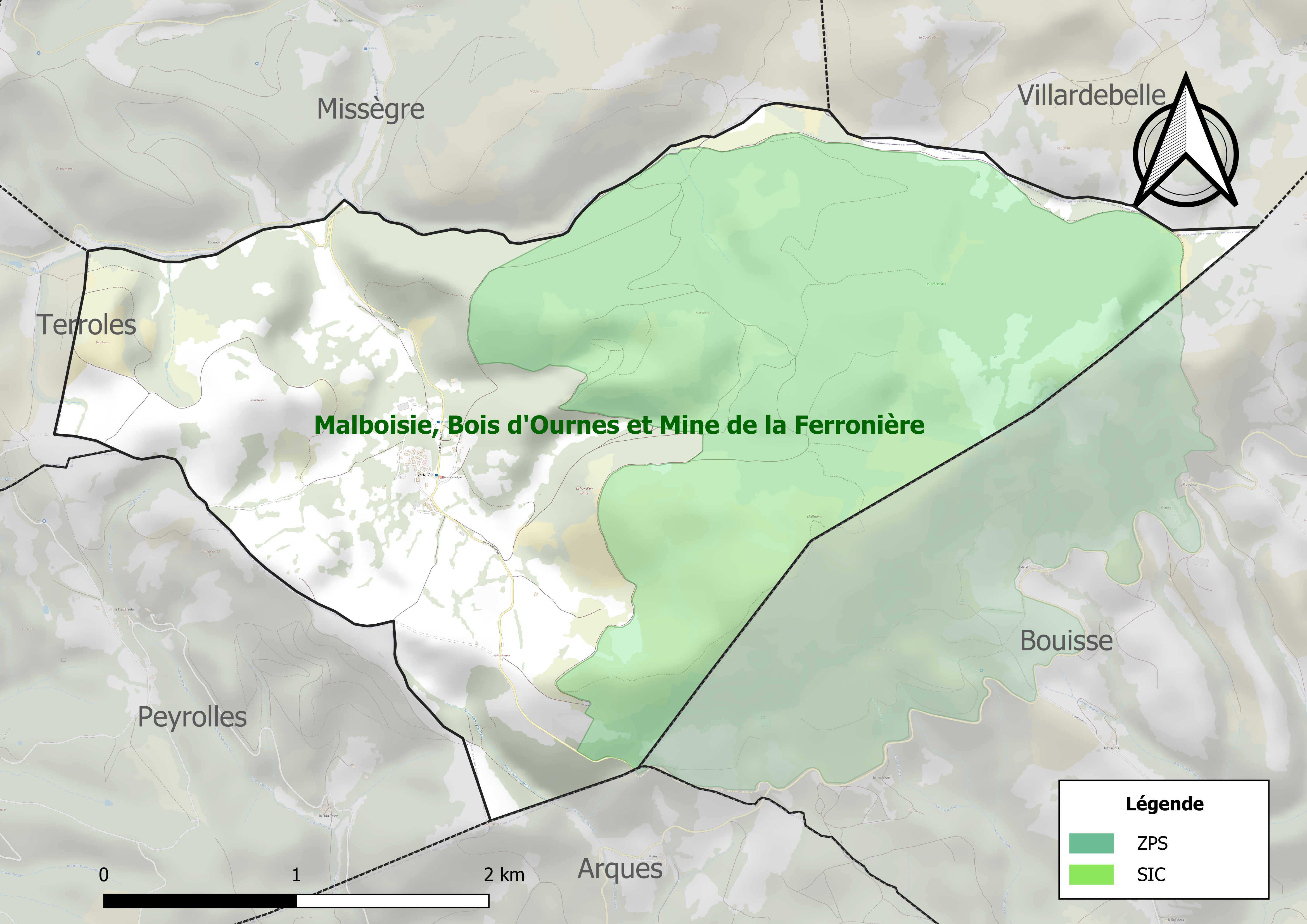
Sites Natura 2000 sur le territoire communal.

Le réseau Natura 2000 est un réseau écologique européen de sites naturels d'intérêt écologique élaboré à partir des directives habitats et oiseaux, constitué de zones spéciales de conservation (ZSC) et de zones de protection spéciale (ZPS).
Un site Natura 2000 a été défini sur la commune au titre  de la directive oiseaux : les « hautes Corbières », d'une superficie de 28 398 ha, accueillant une avifaune riche et diversifiée : rapaces tels que les Busards, l'Aigle Royal, le Circaète Jean-le-Blanc, qui trouvent sur place des conditions favorables à la nidification et à leur alimentation du fait de l'importance des milieux ouverts.

#### Zones naturelles d'intérêt écologique, faunistique et floristique
L’inventaire des zones naturelles d'intérêt écologique, faunistique et floristique (ZNIEFF) a pour objectif de réaliser une couverture des zones les plus intéressantes sur le plan écologique, essentiellement dans la perspective d’améliorer la connaissance du patrimoine naturel national et de fournir aux différents décideurs un outil d’aide à la prise en compte de l’environnement dans l’aménagement du territoire.
Une ZNIEFF de type 1 est recensée sur la commune :
le « malboisie, Bois d'Ournes et Mine de la Ferronière » (469 ha), couvrant 2 communes du département et une ZNIEFF de type 2, : 
les « Corbières occidentales » (59 005 ha), couvrant 66 communes du département.

Carte des ZNIEFF de type 1 et 2 à Valmigère.
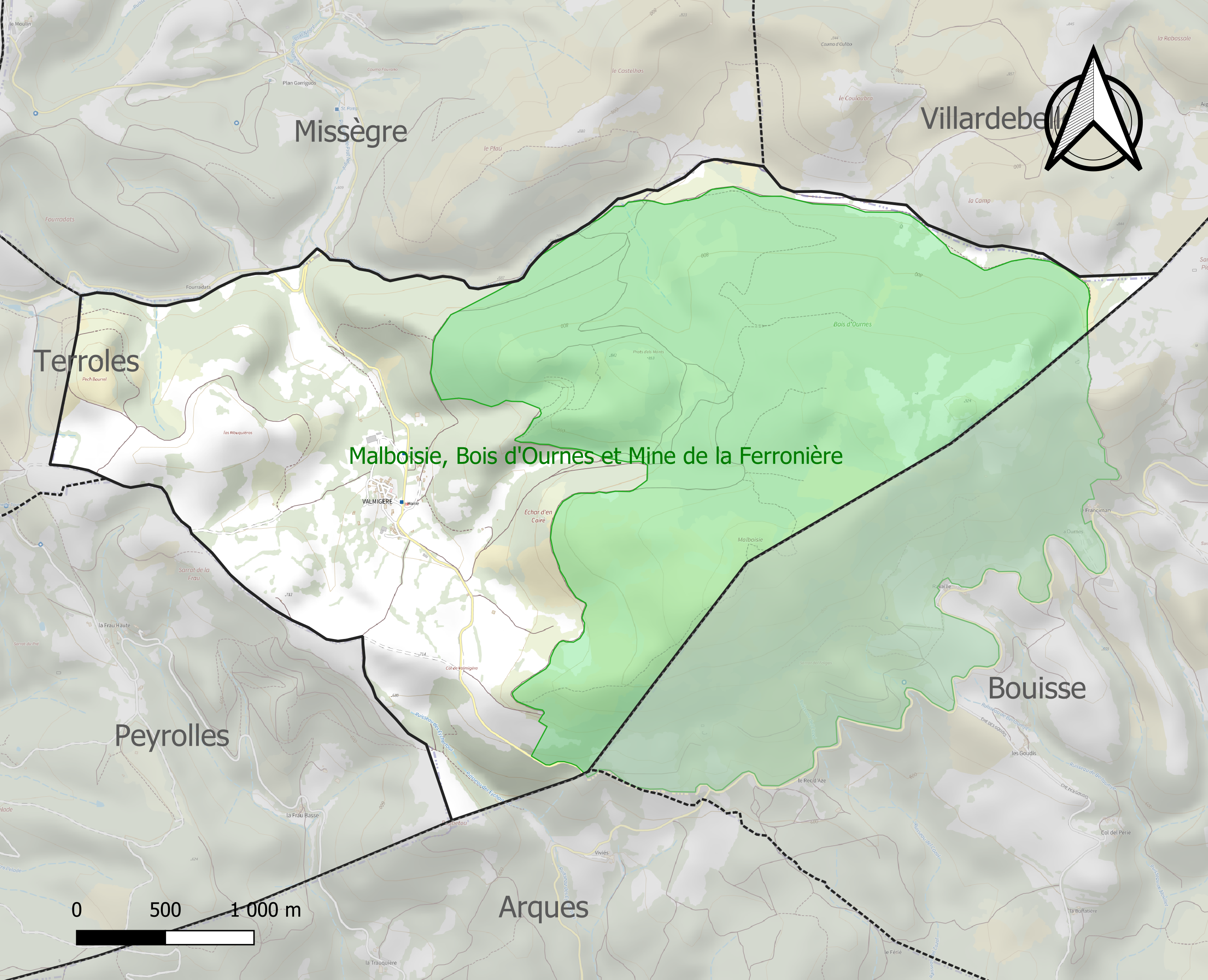
Carte de la ZNIEFF de type 1 sur la commune.
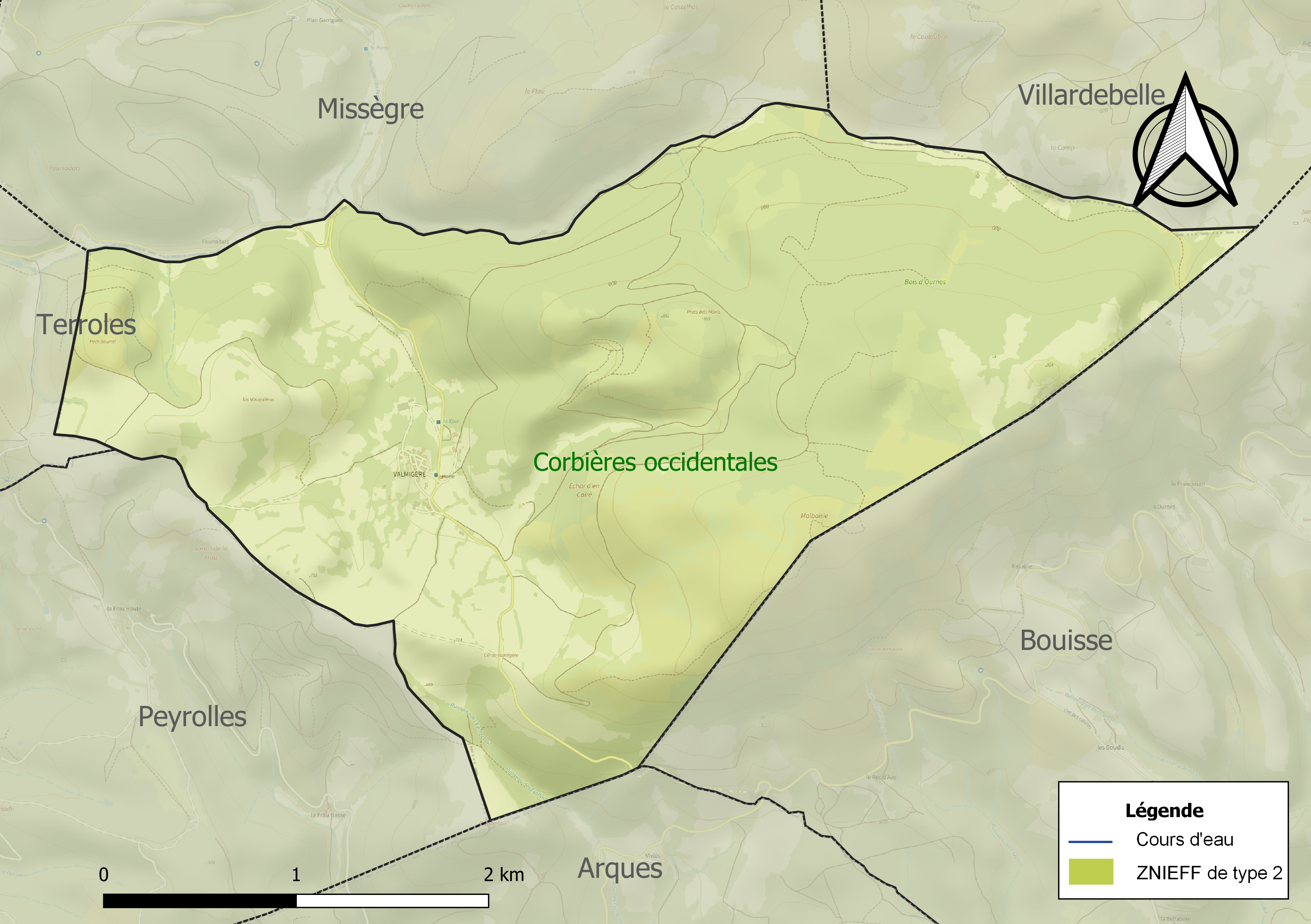
Carte de la ZNIEFF de type 2 sur la commune.

## Urbanisme

### Typologie
Au 1er janvier 2024, Valmigère est catégorisée commune rurale à habitat très dispersé, selon la nouvelle grille communale de densité à 7 niveaux définie par l'Insee en 2022.
Elle est située hors unité urbaine et hors attraction des villes,.

### Occupation des sols
L'occupation des sols de la commune, telle qu'elle ressort de la base de données européenne d’occupation biophysique des sols Corine Land Cover (CLC), est marquée par l'importance des forêts et milieux semi-naturels (76,2 % en 2018), une proportion identique à celle de 1990 (76,2 %). La répartition détaillée en 2018 est la suivante : 
forêts (64 %), zones agricoles hétérogènes (23,8 %), milieux à végétation arbustive et/ou herbacée (12,2 %). L'évolution de l’occupation des sols de la commune et de ses infrastructures peut être observée sur les différentes représentations cartographiques du territoire : la carte de Cassini (XVIIIe siècle), la carte d'état-major (1820-1866) et les cartes ou photos aériennes de l'IGN pour la période actuelle (1950 à aujourd'hui).

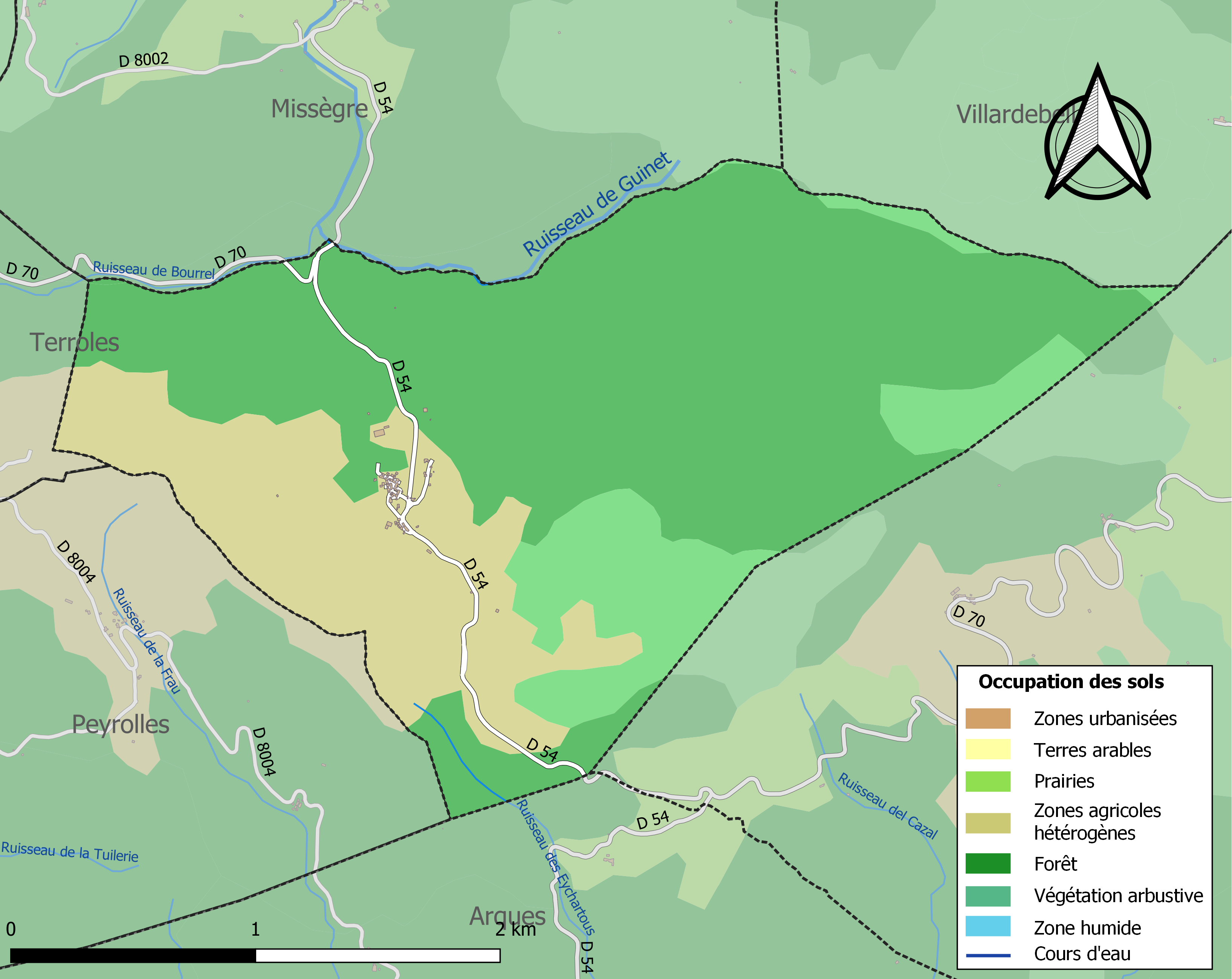
Carte des infrastructures et de l'occupation des sols de la commune en 2018 (CLC).

### Risques majeurs
Le territoire de la commune de Valmigère est vulnérable à différents aléas naturels : météorologiques (tempête, orage, neige, grand froid, canicule ou sécheresse), feux de forêts et séisme (sismicité faible). Il est également exposé à un risque particulier : le risque de radon. Un site publié par le BRGM permet d'évaluer simplement et rapidement les risques d'un bien localisé soit par son adresse soit par le numéro de sa parcelle.

#### Risques naturels
Le retrait-gonflement des sols argileux est susceptible d'engendrer des dommages importants aux bâtiments en cas d’alternance de périodes de sécheresse et de pluie. 1,4 % de la superficie communale est en aléa moyen ou fort (75,2 % au niveau départemental et 48,5 % au niveau national). Sur les 26 bâtiments dénombrés sur la commune en 2019, 0 sont en aléa moyen ou fort, soit 0 %, à comparer aux 94 % au niveau départemental et 54 % au niveau national. Une cartographie de l'exposition du territoire national au retrait gonflement des sols argileux est disponible sur le site du BRGM,.

#### Risque particulier
Dans plusieurs parties du territoire national, le radon, accumulé dans certains logements ou autres locaux, peut constituer une source significative d’exposition de la population aux rayonnements ionisants. Certaines communes du département sont concernées par le risque radon à un niveau plus ou moins élevé. Selon la classification de 2018, la commune de Valmigère est classée en zone 2, à savoir zone à potentiel radon faible mais sur lesquelles des facteurs géologiques particuliers peuvent faciliter le transfert du radon vers les bâtiments.

## Histoire
En 1495, les habitants de Valmigère ont l'obligation de monter la garde de jour au château d'Arques.

## Politique et administration

### Liste des maires
| Période                                  | Période  | Identité         | Étiquette | Qualité |
| ---------------------------------------- | -------- | ---------------- | --------- | ------- |
| mars 2003                                | En cours | Isabelle Fouquet | PS        |         |
| Les données manquantes sont à compléter. |          |                  |           |         |

## Démographie
| 1793 | 1800 | 1806 | 1821 | 1831 | 1836 | 1841 | 1846 | 1851 |
| ---- | ---- | ---- | ---- | ---- | ---- | ---- | ---- | ---- |
| 115  | 96   | 117  | 118  | 117  | 120  | 122  | 131  | 129  |

| 1856 | 1861 | 1866 | 1872 | 1876 | 1881 | 1886 | 1891 | 1896 |
| ---- | ---- | ---- | ---- | ---- | ---- | ---- | ---- | ---- |
| 118  | 127  | 127  | 113  | 96   | 89   | 81   | 89   | 88   |

| 1901 | 1906 | 1911 | 1921 | 1926 | 1931 | 1936 | 1946 | 1954 |
| ---- | ---- | ---- | ---- | ---- | ---- | ---- | ---- | ---- |
| 77   | 79   | 78   | 50   | 54   | 50   | 50   | 55   | 46   |

| 1962 | 1968 | 1975 | 1982 | 1990 | 1999 | 2004 | 2006 | 2009 |
| ---- | ---- | ---- | ---- | ---- | ---- | ---- | ---- | ---- |
| 42   | 37   | 37   | 32   | 23   | 25   | 23   | 22   | 21   |

| 2014 | 2019 | 2022 | - | - | - | - | - | - |
| ---- | ---- | ---- | - | - | - | - | - | - |
| 15   | 23   | 27   | - | - | - | - | - | - |

## Économie

### Emploi
| Division       | 2008   | 2013   | 2018   |
| -------------- | ------ | ------ | ------ |
| Commune        | 30 %   | 0 %    | 15,4 % |
| Département    | 10,2 % | 12,8 % | 12,6 % |
| France entière | 8,3 %  | 10 %   | 10 %   |

En 2018, la population âgée de 15 à 64 ans s'élève à 11 personnes, parmi lesquelles on compte 61,5 % d'actifs (46,2 % ayant un emploi et 15,4 % de chômeurs) et 38,5 % d'inactifs,. Depuis 2008, le taux de chômage communal (au sens du recensement) des 15-64 ans est supérieur à celui de la France et du département.
La commune est hors attraction des villes,. Elle ne compte aucun emploi en 2018, contre 1 en 2013 et 0 en 2008. Le nombre d'actifs ayant un emploi résidant dans la commune est de 5, soit un taux d'activité parmi les 15 ans ou plus de 36,4 %.
Sur ces 5 actifs de 15 ans ou plus ayant un emploi, aucun ne travaille dans la commune. Pour se rendre au travail, la totalité des habitants utilise un véhicule personnel ou de fonction à quatre roues.

### Activités hors agriculture
Un seul établissement relevant d’une activité hors champ de l’agriculture est implanté  à Valmigère au 31 décembre 2019.

### Agriculture
|               | 1988 | 2000 | 2010 | 2020 |
| ------------- | ---- | ---- | ---- | ---- |
| Exploitations | 3    | 1    | 1    | 1    |
| SAU (ha)      | 303  | 48   | 26   | 21   |

La commune est dans le Pays de Sault, une petite région agricole occupant le sud-ouest du département de l'Aude, également dénommée localement « Pyrénées centrales et pays de Sault ». En 2020, l'orientation technico-économique de l'agriculture  sur la commune est l'élevage d'ovins ou de caprins. Une seule  exploitation agricole ayant son siège dans la commune est recensée lors du recensement agricole de 2020 (trois en 1988). La superficie agricole utilisée est de 21 ha,,.

## Culture locale et patrimoine

### Lieux et monuments
- Église Saint-Louis de Valmigère.
- Col de Valmigère sur la RD 54.

### Héraldique
| Blason de Valmigère | Blason  | De vair à un chef fuselé d'argent et de gueules. |
| Blason de Valmigère | Détails | Le statut officiel du blason reste à déterminer. |